# Tinospora cordifolia
Tinospora cordifolia és una planta herbàcia de la família de les menispermàcies indígena de les àrees tropicals de l'Índia, Myanmar i Sri Lanka.

## Noms vernaculars
Hi ha molts noms comuns per la planta en diferents idiomes. Punjabi: گلو (Gllow), Telugu: తిప్ప తీగ (Tippa-teega), Tàmil: சீந்தில் கொடி (Shindilakodi), Malayalam: ചിറ്റമൃത് (Amruthu, Chittamruthu), Kannada: ಅಮೃತ ಬಳ್ಳಿ (Amrutha balli), Khmer: បណ្តូលពេជ្រ (bândaul pich), Sinhala: Rasakinda, Tailandès: บอระเพ็ด (boraphét), Pali: galocī, Hindi: geloy (गिलोय), guruc (गुरुच), gurcha, Gujarati: galac, garo, Sanskrit: Amritavalli (अमृतवल्ली), amrta (अमृत), cinnodbhava (छिन्नोद्भवा), Marathi: Guduchi (गुडूची), gulvel (गुळवेल), Odia: Guluchi, Myanmar: ဆင်တုံးမနွယ် Nepalí: Gurjo (गुर्जो).